# Udo Schumacher
Udo Schumacher (* 19. Oktober 1956 in Westerland; † 23. Juli 2024) war ein deutscher Anatom. Er war Direktor des Instituts für Anatomie und Experimentelle Morphologie am Universitätsklinikum Hamburg-Eppendorf (UKE).

## Leben
Udo Schumacher, am 19. Oktober 1956 auf Sylt geboren, begann nach seinem in Niebüll erworbenen Abitur als Stipendiat der Studienstiftung des deutschen Volkes 1975 ein Studium der Medizin an der Christian-Albrechts-Universität zu Kiel. Nach der ärztlichen Vorprüfung ging er 1978 als Student für ein Jahr an das Wistar Institute of Anatomy and Biology in Philadelphia, Vereinigte Staaten, und arbeitete im Labor vom Nobelpreisträger Peter Doherty. Zurück in Kiel beendete er seine Promotion über serologische Reaktionen auf Fremdeiweiß bei Mäusen und erhielt 1983 die Approbation als Arzt.
Schumacher arbeitete zunächst am Institut für Pathologie der Universität Kiel. Mit Ulrich Welsch wechselte er an die Anatomie der Ludwig-Maximilians-Universität München und habilitierte sich bei Welsch. In München leitete er Projekte über AIDS und analysierte Ursachen von Robbensterben, so auch des 1988 aufgetretenen Massensterbens von Seehunden. 
1991 ging Schumacher für sieben Jahre als Professor of Human Morphology an die Universität Southampton. 1997 kam er an die Universität Hamburg, wo er Direktor des Instituts für Anatomie und Experimentelle Morphologie wurde, dessen Leitung er bis zu seiner Emeritierung 2022 innehatte.
Nach seiner Emeritierung in Hamburg war er von 2022 bis zu seinem Tod als Professor für Anatomie an der privaten Medical School Berlin tätig.
Udo Schumacher starb unerwartet am 23. Juli 2024. Er wurde 67 Jahre alt.

## Werke (Auswahl)
Als (Mit-)Verfasser
- mit Michael Schünke, Erik Schulte: Prometheus. Lernatlas der Anatomie. Georg Thieme Verlag, Stuttgart. 3 Bände:.
  - Allgemeine Anatomie und Bewegungssystem. 6. Auflage 2022, ISBN 978-3-13-244413-3 (1. Aufl.: 2005).
  - Innere Organe. 6. Auflage 2023, ISBN 978-3-13-244417-1 (1. Aufl.: 2005).
  - Kopf, Hals und Neuroanatomie. 6. Auflage 2022, ISBN 978-3-13-244421-8 (1. Aufl.: 2006).
- mit Susan A. Brooks, A. J. C. Leathem: Lectin Histochemistry. BIOS Scientific Publishers, Milton Park 1996, ISBN 978-1-85996-100-1 (englisch).

Als (Mit-)Herausgeber
- mit Miriam Dwek, Susan A. Brooks: Metastasis Research Protocols (= Methods in Molecular Biology. Band 1070). 2. Aufl. Humana Press (Springer), New York City 2013, ISBN 978-1-4614-8243-7 (englisch).

## Auszeichnungen
- 1984: Fakultätspreis für die beste Doktorarbeit der Medizinischen Fakultät der Christian-Albrechts-Universität zu Kiel
- 1986: Homburg-Preis des Regensburger Kollegiums für ärztliche Fortbildung
- 1990: Curt-Bohnewand-Preis der Ludwig-Maximilians-Universität München